# ريتشارد تودور
ريتشارد تودور (27 نوفمبر 1948 في المملكة المتحدة - ) (بالإنجليزية: Richard Tudor)‏ هو لاعب كريكت بريطاني. لعب مع نادي وارويكشاير للكريكيت ‏ ونادي مقاطعة شروبشاير للكريكت ‏.

## وصلات خارجية
- ريتشارد تودور على موقع إي آس بي آن كريك إنفو (الإنجليزية)